# Euphylidorea consimilis
Euphylidorea consimilis là một loài ruồi trong họ Limoniidae. Chúng phân bố ở miền Tân bắc.